# Leaena (mythologie grecque)
Leaena (en grec ancien Λέαινα / Léaina , « lionne ») est une figure pseudo-historique, soi-disant une hétaïre et, selon une tradition ultérieure, la maîtresse d'Aristogiton le tyrannicide.

## Mythe
Les versions originales de l'histoire d'Aristogiton le présentent comme l'amant d'Harmodius, pour qui il décide de renverser le tyran Hipparque. Hipparque avait des sentiments pour Harmodius et essaie de l'humilier après que ses sentiments ont été rejetés.
En 514 avant JC, Harmodius et Aristogiton, couple masculin, renversent Hippias et Hipparque à Athènes. Hipparque est assassiné, mais Hippias s'échappe et s'empare des conspirateurs survivants. Selon des versions ultérieures de l'histoire, racontées entre autres par Plutarque, l'hétaïre Leaena, amante d'Aristogiton, ou d'Harmodius, ou des deux, est capturée. Leaena est torturée pour obtenir des informations sur le complot.
Leaena est commémorée pour sa détermination obstinée sous la torture du tyran. Athénée (qui croyait que l'amant de Léaena était Harmodius) dit : « Il y avait aussi une courtisane nommée Leaena, dont le nom est très célèbre, et elle était la maîtresse d'Harmodius, qui tua le tyran. Et elle, étant torturée sur ordre d'Hippias le tyran, est morte sous la torture sans avoir dit un mot ».
Selon Jérôme, Leaena s'est montrée encore plus à la hauteur ; pour conserver son silence et pour frustrer ses bourreaux, elle se mord la langue et meurt ainsi : « Harmodius et Aristogiton tuèrent le tyran Hipparque, et la courtisane Leaena leur amie, lorsqu'elle fut contrainte de tourments, de peur de trahir ses compagnons, elle amputa sa langue avec ses dents. 

## Hommage et postérité
La statue de Leaena en laiton à l'entrée de l'Acropole était sans langue : « Et Léaena a aussi une splendide récompense pour sa maîtrise de soi. Elle était une courtisane appartenant au groupe dirigé par Harmodius et Aristogiton et participait à la conspiration contre les tyrans — avec ses espoirs, tout ce qu'une femme pouvait faire ; car elle aussi avait participé aux réjouissances autour de ce noble bol à mélanger d'Eros et, par l'intermédiaire du dieu, avait été initiée aux secrets qui ne pourraient donc pas être révélés. Les conspirateurs échouèrent et furent mis à mort, elle fut interrogée et sommée de révéler ceux qui échappaient encore à la détection ; mais elle ne voulut pas le faire et resta ferme, prouvant que ces hommes avaient éprouvé une passion non indigne d'eux en aimant une femme comme elle. Et les Athéniens firent fabriquer et installer une lionne de bronze sans langue aux Propylées de l'Acropole d'Athènes, représentant par le courage fougueux de l'animal le caractère invincible de Leaena, et par son manque de langue son pouvoir de silence pour garder un saint secret »,.
La statue n'a pas été réalisée par Calamis mais par le sculpteur athénien Amphicrate, selon Pline l'Ancien.
Il est possible que l'histoire de Leaena, remplaçant le récit d'Harmodius et d'Aristogiton en couple, ait été inventée pour expliquer l'existence de la statue de lionne à la langue manquante, ou peut-être pour accommoder l'homophobie des écrivains de l'Antiquité tardive.
Dans son ouvrage Feux, Marguerite Yourcenar rédige un chapitre intitulé « Léna ou le secret » qui « s'inspire du peu qu'on sait de la courtisane de ce nom qui participa en 525 avant notre ère au complot d'Harmodius et d'Aristogiton »[source secondaire souhaitée].

#### Sources antiques
- Pline l'Ancien, Histoire naturelle, VII.23.87, XXXIV.19.72
- Eusèbe de Césarée, Chronicon, 106.1-7
- Plutarque, Moralia On Talkativeness, 505E
- Polyen, Stratagèmes, 8.45

#### Sources contemporaines
- Dezobry et Bachelet, Dictionnaire de biographie, T. 2, Ch. Delagrave, 1883, p. 1559.
- Eva C. Keuls, The Reign of the Phallus: Sexual Politics in Ancient Athens, University of California Press, 1993, p. 194  (ISBN 0-520-07929-9)